# Metotrexato
El metotrexato también conocido por las siglas MTX, es un fármaco desarrollado como un análogo estructural del ácido fólico. Como antagonista del ácido fólico, bloquea la síntesis de purinas al inhibir numerosas enzimas regulatorias. El metotrexato es usado en el tratamiento del cáncer y de enfermedades autoinmunes como la artritis reumatoide y la psoriasis. Produce efectos antiinflamatorios potentes a partir de la inhibición enzimática, la disminución de distintos elementos metabólicos y la acumulación de adenosina tanto intracelular como extracelular.

## Historia
El metotrexato tiene su origen a mediados de los años 1940, cuando el doctor Sidney Farber del Hospital Infantil de Boston estudiaba el efecto del ácido fólico en la leucemia aguda infantil.
Farber pidió al doctor Yellapragada Subbarao, cuyo equipo había conseguido sintentizar por primera vez en 1946 el ácido fólico, que creara un anti-folato, una molécula capaz de inhibir una enzima implicada en la síntesis del ácido fólico. El metotrexato fue administrado a un grupo de niños enfermos de leucemia, comprobándose su efecto beneficioso, por lo que se considera que este fármaco marcó el comienzo de la quimioterapia en oncología.
En la década de 1950 se empezó a usar para el tratamiento del cáncer. El metotrexato se ha utilizado durante más de 25 años en el tratamiento de la artritis reumatoide, y en 1988 fue aprobado en Estados Unidos por la  FDA (Administración de Alimentos y Medicamentos), para su uso en la artritis reumatoide del adulto.

## Farmacocinética

### Absorción
En adultos, la absorción oral de metotrexato parece ser dosis dependiente. La concentración plasmática máxima se alcanza tras una o dos horas. A dosis ≤ 200 mg/m², es generalmente bien absorbido, con una biodisponibilidad de cerca del 80%.
La absorción de dosis mayores de 400 mg/m² es significativamente menor, posiblemente debido a un efecto de saturación.

### Distribución
El metotrexato compite con los folatos reducidos en el transporte activo a través de las membranas celulares mediante un sistema de transporte activo mediado por transportador. Con concentraciones plasmáticas superiores a 100 micromolar, el mecanismo de transporte mayoritario pasa a ser la difusión pasiva, mediante la cual se pueden conseguir concentraciones intracelulares efectivas. Su unión a proteínas plasmáticas es aproximadamente de un 50%.
El metotrexato no atraviesa la barrera hematoencefálica en cantidades terapéuticas.

### Eliminación
La excreción renal es la principal ruta de eliminación, y depende tanto de la dosificación como de la vía de administración. A las 24 horas de la administración IV, se excreta en orina de forma inalterada un 80-90% de la dosis administrada.
La excreción biliar es limitada (un 10% o menos de la dosis administrada). Se ha propuesto la existencia de recirculación enterohepática.
El grado de aclaramiento varía ampliamente, disminuyendo generalmente a dosis elevadas. El retraso en el aclaramiento del fármaco se ha identificado como uno de los principales factores responsables de la toxicidad del metotrexato.

## Farmacodinámica

### Mecanismo de acción
El metotrexato es un antimetabolito que posee actividad antiproliferativa e inmunosupresora por inhibir competitivamente a la enzima dihidrofolato reductasa, que cataliza un paso clave en el metabolismo del ácido fólico al regular la cantidad de folato intracelular disponible para la síntesis de proteínas y ácidos nucleicos.
Impide la formación del tetrahidrofolato necesario para la síntesis de ácidos nucleicos. Cataliza la reducción del 5,10-metilentetrahidrofolato a 5-metil tetrahidrofolato, principal forma activa del folato endógeno, que es el donador de grupos metilo necesarios para la conversión de homocisteína a metionina durante la síntesis de proteínas. Este afecta principalmente a células que se encuentran en la fase S del ciclo celular.

## Uso clínico

### Cáncer
El metotrexato fue usado inicialmente como parte de quimioterapia combinada para el cáncer. Actualmente es medicamento de primera línea para el tratamiento de algunas enfermedades neoplásicas como la leucemia linfoblástica aguda[LLA].

### Enfermedades autoinmunes
Se usa para el tratamiento de algunas enfermedades autoinmunes como psoriasis, miastenia gravis, polimiositis, dermatomiositis, miositis por cuerpos de inclusión, espondilitis anquilosante, enfermedad de Crohn, psoriasis, pustular psoriasis, artritis psoriatica, lupus, artritis reumatoide, granulomatosis de Wegener, enfermedad de Still, y esclerodermia.
En la artritis reumatoide, su uso conjunto con bloqueadores de TNFα como adalimumab, infliximab, o etanercept, ha demostrado una mejoría marcada en los síntomas. En ocasiones es usado para el tratamiento de patologías de baja frecuencia como la enfermedad de Behçet.

### Terminación terapéutica del embarazo
El metotrexato es usado como agente abortivo en combinación con misoprostol para la terminación terapéutica del embarazo durante las primeras etapas. También se usa para el tratamiento de embarazos ectópicos, ya sea mediante administración oral o directa en el saco gestacional, en los casos de embarazo molar ha demostrado muy buenos resultados evitando la recidiva de los mismos.

### Efectos adversos
Puede ocasionar mucositis, trombocitopenia, aumento de las enzimas hepáticas (aspartato aminotransferasa, alanina aminotransferasa, fosfatasa alcalina), pancitopenia, cirrosis, neumonitis, somnolencia, entre otros posibles adversos.

#### Sobredosis
En caso de intoxicación con metotrexato por sobredosis o dosis letales es importante señalar que éstas pueden ser mortales y sus síntomas iniciales pueden ser, anorexia, disminución ponderal progresiva, diarrea sanguinolenta, leucopenia, depresión y coma, las lesiones más serias se producen en tracto intestinal y médula ósea a las 6 horas de la ingestión, se observa tumefacción y vacuolización citoplasmática de las células de la mucosa del epitelio intestinal, en etapas terminales todo el tracto intestinal muestra una enteritis hemorrágica descamativa grave.

#### Toxicidad hematológica
El metotrexato puede suprimir la hematopoyesis y provocar anemia, anemia aplásica, leucopenia, neutropenia y/o trombocitopenia.

#### Toxicidad hepática
Tras la administración de metotrexato se observan frecuentemente anormalidades transitorias en los parámetros hepáticos, tales como elevaciones agudas de enzimas hepáticas que son asintomáticas y no suponen normalmente un motivo para la modificación del tratamiento y no tienen carácter predictivo de enfermedad hepática futura. La presencia de anormalidades hepáticas persistentes y/o descenso de los niveles séricos de albúmina pueden ser indicadores de toxicidad hepática grave.

#### Toxicidad pulmonar
Los trastornos pulmonares inducidos por metotrexato, incluyendo la neumonitis intersticial aguda o crónica y el derrame pleural, pueden aparecer en cualquier momento durante el tratamiento, y han sido notificados a bajas dosis.
Estos trastornos no siempre son completamente reversibles y se han comunicado fallecimientos.
La aparición de signos y síntomas pulmonares durante el tratamiento con metotrexato, tales como tos seca e improductiva, fiebre, dolor en el pecho, disnea, hipoxemia, infiltrados en rayos X de tórax o neumonitis ya sean específicos o inespecíficos.

#### Toxicidad renal
Si se administra cuando metotrexato a altas dosis, él o sus metabolitos pueden precipitar en los túbulos renales.
La utilización de metotrexato puede producir daño renal y puede conducir a una insuficiencia renal aguda, se recomienda vigilancia de la función renal, incluyendo una hidratación adecuada (3 litros/m²/24 horas de suero salino), alcalinización de la orina desde 12 horas antes hasta al menos 24 horas después de la infusión del fármaco, y valoración del metotrexato sérico y de la función renal.

#### Toxicidad dérmica
Produce algunas reacciones dermatológicas graves y ocasionalmente mortales entre las que se incluyen la necrólisis epidérmica tóxica (síndrome de Lyell), síndrome de Stevens-Johnson y eritema multiforme, de aparición tras días de la administración oral, intramuscular, intravenosa o intratecal de metotrexato.
Asimismo, algunas lesiones de psoriasis pueden agravarse por la exposición simultánea de radiación ultravioleta. Las lesiones de radiodermitis y las quemaduras solares anteriores al uso de metotrexato pueden reaparecer con el uso de metotrexato.